# 斯特里利采韋
50°59′3″N 34°22′54″E / 50.98417°N 34.38167°E
斯特里利采韋（烏克蘭語：Стрільцеве）是位於烏克蘭東北部的村莊，由蘇梅州蘇梅區的米科萊夫卡鎮級市鎮負責管轄。該村處於維爾河左岸，距離比拉尼3公里，海拔高度148米，2001年人口32。